# Politian (Theaterstück)
Politian lautet der Titel eines von Edgar Allan Poe 1835 begonnenen Theaterstücks, das er nie fertigstellte. Es war sein einziger Versuch auf dramatischem Gebiet. Er war zu diesem Zeitpunkt noch auf der Suche nach dem literarischen Genre, das ihm am meisten lag. Auf dem Gebiet der Theaterkritik leistete er später Bedeutendes.

## Stoff
Angeregt zu Politian hat Poe die Beauchamp-Sharp-Tragödie, die sich zehn Jahre zuvor in Frankfort im US-Bundesstaat Kentucky abgespielt hatte. Der Mode der Zeit (und dem Einfluss von Lord Byron) nachgebend, verlegte er die Handlung wie in den Erzählungen Die Verabredung und Das Fass Amontillado in ein zeitlos vergangenes Italien, dort nach Venedig, hier nach Rom, und verwandelte die beteiligten Bürger Kentuckys in Adlige:
- aus Jereboam O. Beauchamp wird Politian, Earl von Leicester
- aus Anne Beauchamp-Cook wird Lalage (ein bei Horaz auftauchender Frauenname)
- aus Solomon P. Sharp wird Castiglione, Sohn des Herzogs Ferrante von Broglio

## Namen
Poe dürfte den Namen Politian nicht ohne Bezug auf seinen eigenen gewählt haben, entnimmt ihn aber zugleich der Geschichte der Renaissance: Angelo Poliziano war einer ihrer bedeutendsten geistigen Repräsentanten. Dasselbe gilt für Castiglione: Baldassare Castiglione war der Verfasser des berühmten Cortegiano.

## Handlung
Lalage, die Ziehtochter des Herzogs von Broglio, ist tief gedemütigt und enttäuscht worden, man erfährt nicht von wem. Castiglione, der Sohn des Herzogs, bekommt Besuch aus England: Der versnobte und launenhafte Politian, Earl von Leicester, kommt mit einem Geheimauftrag nach Rom und verliebt sich in die Stimme Lalages, die ihr Leid in den Innenhof des Palazzo Broglio hinaussingt. Sehr bald begegnet er ihr auch, scheint bereits alles zu wissen und fordert sie auf, mit ihm nach Amerika zu fliehen. Sie aber stellt ihm die Bedingung: Nicht, solange ihr Verführer lebt. Politian stellt seinen früheren Freund und jetzigen Feind in einer Straße Roms und fordert ihn zum Duell. Castiglione macht sich über ihn lustig und geht ab. Hier bricht das Stück ab, und es bleibt offen, wie Poe sich die Fortführung vorgestellt hat. 

## Deutsche Ausgabe
- Kuno Schuhmann, Hans Dieter Müller (Hrsg.): Edgar Allan Poe. Werke. Band IV. Insel, Frankfurt am Main und Leipzig 2008, ISBN 978-3-458-17416-5, S. 195–234. (Übersetzung von Hans Wollschläger)